# Немченок, Самсон Михайлович
Самсон Михайлович Немченок (23 августа 1921, Усмынь, Витебская губерния — 8 июня 1987, Рига) — советский воин-сапёр во время Великой Отечественной войны, Герой Советского Союза (31.05.1945). Старшина.

## Биография
Самсон Немченок родился 23 августа 1921 года в селе Усмынь (ныне — Куньинский район Псковской области). После окончания шести классов школы работал в колхозе. В апреле 1941 года был призван на службу в Рабоче-крестьянскую Красную Армию. С первого дня Великой Отечественной войны — на её фронтах. В боях был три раза ранен и один раз тяжело контужен. После первого ранения летом 1941 года был зачислен в  92-й отдельный сапёрный батальон 33-й стрелковой дивизии и воевал в нём всю войну
Весной 1945 года командир отделения инженерной разведки 92-го отдельного сапёрного батальона 33-й стрелковой дивизии 12-го гвардейского стрелкового корпуса 3-й ударной армии 1-го Белорусского фронта старшина Самсон Немченок особо отличился во время Берлинской наступательной операции. Перед началом операции Немченок неоднократно совершал вылазки на нейтральную полосу, проделав большое количество проходов во вражеских проволочных заграждениях и минных полях, проведя разведку переднего края немецкой обороны. 16 апреля 1945 года во время артиллерийской подготовки он проделал ещё три прохода и принял активное участие в штурме немецких укреплений. В ходе дальнейшего наступления Немченок с товарищами проделал проходы для танков в немецком минном поле, только лично обезвредив 128 противотанковых мин. В боях за город Ной-Фридланд отделение Немченка захватило, разминировало и удержало важный мост. Ещё несколько дней спустя отделение успешно выполнило такую же операцию в районе германского села Гильсдорф. Во время боёв непосредственно за Берлин Немченок находился на передовой, подрывал завалы и укреплённый пункты немецкой обороны, обезвреживал мины.
За годы войны совершил 14 рейдов в тыл врага. Участвовал в захвате 12 «языков» совместно с бойцами дивизионной разведки. Проделал 80 проходов в минных полях и проволочных заграждениях, совершил 464 вылазки к переднему краю обороны противника, обезвредил 1640 противотанковых, 420 противопехотных мин врага и 1560 мин отечественных, подорвал 6 дзотов.
Указом Президиума Верховного Совета СССР от 31 мая 1945 года за «образцовое выполнение боевых заданий командования на фронте борьбы с немецкими захватчиками и проявленные при этом отвагу и геройство» старшина Самсон Немченок был удостоен высокого звания Героя Советского Союза с вручением ордена Ленина и медали «Золотая Звезда» за номером 6757.
После окончания войны Немченок был демобилизован. Проживал сначала на родине, где работал дорожным мастером. С 1967 года жил в Риге, где работал на заводе «Красная Звезда». Умер 8 июня 1987 года, похоронен в родном селе на Усмыньском воинском кладбище.
Награждён орденами Ленина (31.05.1945), Отечественной войны 1-й степени (11.03.1985), Славы 2-й (8.08.1944) и 3-й (30.06.1944) степеней, Красной Звезды (18.10.1943), рядом медалей.